# Скрипний Острув (Люблінське воєводство)
Скрипний Острув (пол. Skrzypny Ostrów) — частина села Вепрів Тарнавацький у Польщі, в Люблінському воєводстві Томашівського повіту, ґміни Тарнаватка.

## Історія
Первісним населенням Скрипного Острува були русини-лемки, які компактно проживали на своїх історичних землях. 